# 陸軍航空隊
陸軍航空隊（りくぐんこうくうたい）とは、陸軍において航空機を運用する部隊（航空隊・航空部隊）の総称。陸軍航空部隊、陸軍航空軍、陸空軍、陸軍航空とも。
飛行機、そして軍事航空の草創期である20世紀の初頭においては陸軍・海軍それぞれが航空部隊の整備を進めたが、陸軍航空隊に関しては第一次世界大戦期・戦間期・第二次世界大戦直後にかけ空軍として分離独立することが一般的となり、地上部隊と密接に協同（直協）する飛行部隊や機材のみが陸軍に残った（または空軍とは別に改めて陸軍航空隊として設立された）。そのため空軍とは区別され、現代では一般的にヘリコプターと支援用の軽固定翼機を装備する。
過去には、米陸軍における軽攻撃機装備計画（G.91を参照）など機構変化の試みが見られたものの、現在では固定翼機による空爆や攻撃は前線航空管制などを介して空軍に一任する事が一般的となっている。また、重輸送任務も空軍が請け負っている。ただし、現在の陸軍航空隊では必ずしも万全の体制とは言い難く、米陸軍では独自の戦術輸送手段として、（米空軍も運用している）C-27Jを導入するなど変化の模索は続いている。

## 任務
各国の陸軍航空隊の任務はそれぞれの国情によって少しずつ異なっているが、以下のような任務はおおむね共通する。
- 戦場支援および補給
- 戦術輸送（人員、物資）
- （ヘリコプターによる）対戦車攻撃、COIN
- 捜索救難
- 救急輸送
- 地上部隊と協同した火力支援および偵察
- 監視
- 連絡
- 飛行訓練
- 災害救助
- 要人輸送（ヘリコプターによるものがほとんど）

## 装備
現在の陸軍航空隊はその任務達成のために主にヘリコプターを使用する。ヘリコプターは以下のようなタイプに分類できる。
- 攻撃ヘリコプター（近接支援および対戦車戦闘）
- 輸送ヘリコプター
- 観測ヘリコプター
- 汎用ヘリコプター
- 捜索救難、患者輸送ヘリコプター
- 練習ヘリコプター

連絡機や小型の輸送機を保有する航空隊も存在する。

## 歴史
軍事航空は、当初、陸軍および海軍の元々の任務をより良好に遂行するため、陸軍または海軍航空隊として創設された。その手段とは、主として偵察および射弾観測であり、その頃の戦闘機の目的は敵の偵察および観測機を撃墜することと、自軍の航空機が撃墜されるのを防ぐことであった。この点において、当時の航空機の役割は、陸軍や海軍の従来からの運用を補完するものにすぎなかった。
しかしながら、第一次世界大戦後、技術的に洗練された軍事理論が編み出されると、戦略爆撃という決定的な打撃力を有する航空戦力自体に高い価値が見いだされ、第2次世界大戦でそれが確立されるに至った。
第2次大戦後のイギリス空軍や、大戦後に新しく創立されたアメリカ空軍においては、攻撃力としての戦略爆撃機部隊と敵爆撃機から防御するための戦闘機部隊の保有が重視されるようになった。ただし、引き続き、航空阻止や近接航空支援任務を遂行するための戦術爆撃にも相当な戦闘力を配分していた。
これに対し、陸軍は、近接航空支援能力の充実を図るため、自らの戦術航空部隊を設立あるいは再設立するようになり、そのための装備として、固定翼機ではなくヘリコプターを用いるようになった。
UAV（unmanned aerial vehicle, 無人航空機）が開発されると、小型UAVを装備する陸軍も現れた。それらの機体は、航空科部隊ではなく砲兵大隊に観測機として装備されることが多い。また、現地におけるリアルタイムの偵察を行うため、個々の歩兵小隊に、より小型・軽量のドローンが装備される場合もある。

## 各国の陸軍航空隊

### 日本の陸軍航空隊

#### 大日本帝国陸軍
1925年（大正14年）の宇垣軍縮により航空兵科が新設された。航空兵科は陸軍省の陸軍航空部、後に陸軍航空本部によって管理された。後に航空教育に関しては陸軍航空総監部は担当することとなった。
陸軍の航空兵力は戦前中は主に「陸軍航空部隊」と総称され、次いで「陸軍飛行隊」「陸空軍」「空軍」などの呼称も使用された。現代においては「陸軍航空隊」とも呼称されることがある。
主な部隊編成は「陸軍飛行戦隊」である。「飛行戦隊」自体はあくまで主力となる編制単位の名称に過ぎず、ほか独立飛行中隊以下各種の飛行部隊及び地上勤務の部隊が存在し「陸軍航空部隊」を形成している。飛行戦隊は原則複数個が集まり飛行団に属し、その飛行団の上級部隊として初期は航空兵団、のちには飛行集団（飛行師団）・航空軍・航空総軍などが編成され大規模かつ組織的に運用された。
陸軍の航空部隊は陸軍省航空本部

#### 陸上自衛隊
陸上自衛隊航空科は旧軍の航空兵科に相当する。各方面隊（軍相当）には方面航空隊（各国の航空軍に相当する航空自衛隊の航空方面隊とは異なる）を置く。

### アメリカ合衆国の陸軍航空隊
- アメリカ陸軍通信軍団航空師団（Aeronautical Division, U.S. Signal Corps） - 1907～1914年
- アメリカ陸軍通信軍団航空課（Aviation Section, U.S. Signal Corps） - 1914～1918年
- アメリカ陸軍航空部（United States Army Air Service） - 1918～1926年
- アメリカ陸軍航空隊（United States Army Air Corps） - 1926～1941年
- アメリカ陸軍航空軍（United States Army Air Forces） - 1941～1947年。1947年にアメリカ空軍として独立
- アメリカ陸軍航空部門（United States Army Aviation Branch） - 1983創設

### その他
- イギリス陸軍航空隊（Army Air Corps）
- インド陸軍航空隊（Army Aviation Corps）
- ウクライナ陸軍航空隊（Армійська авіація України）
- オーストラリア陸軍航空隊（Australian Army Aviation）
- コロンビア陸軍航空隊（w:Colombian National Army Aviation）
- スペイン陸軍航空隊（Fuerzas Aeromóviles del Ejército de Tierra）
- ドイツ陸軍の航空隊
  - ドイツ連邦陸軍航空隊（Heeresfliegertruppe）
  - 東ドイツ地上軍航空隊（Armeefliegerkräfte）
- ブラジル陸軍航空軍団（Comando de Aviação do Exército）
- フランス陸軍航空隊（Aviation légère de l'Armée de terre）
- ポルトガル陸軍航空隊（Unidade de Aviação Ligeira do Exército）
- マレーシア陸軍航空隊（Pasukan Udara Tentera Darat）
- 第1陸軍航空旅団 (ギリシャ軍)（w:1st Army Aviation Brigade (Greece)）
- 中国陸軍航空隊
- 韓国陸軍航空作戦司令部

## 参考資料
- Allen, Matthew (1993), Military helicopter doctrines of the major powers, 1945-1992. Making decisions about air-land warfare, Westport (CT): Greenwood, ISBN 0-3132-8522-5
- Gunston, Bill (1981), An illustrated guide to military helicopters, New York: Arco Publishing, ISBN 0-6680-5345-3
- Halberstadt, Hans (1990), Army Aviation, Novato (CA): Presidio, ISBN 0-8914-1251-4
- Sutton, John; Walker, John (1990), From horse to helicopter. Transporting the British Army in war and peace, London: Cooper, ISBN 0-8505-2724-4
- Warner, Guy; Boyd, Alex (2004), Army Aviation in Ulster, Newtownards, Co. Down: Colourpoint Books, ISBN 1-9042-4227-8
- Young, Ralph B. (2000), Army aviation in Vietnam. An illustrated history of unit insignia, aircraft camouflage and markings, Ramsey (NJ): Huey Co., ISBN 0-9671-9801-1